# Colostygia deleataria
Colostygia deleataria là một loài bướm đêm trong họ Geometridae.